# Merionoeda spadixelytra
Merionoeda spadixelytra là một loài bọ cánh cứng trong họ Cerambycidae.